# کلیولند شرقی (اوهایو)
کلیولند شرقی(به انگلیسی: East Cleveland) شهری در ایالت اوهایو کشور ایالات متحده آمریکا است که جمعیت آن در سرشماری سال ۲۰۱۰ میلادی، ۱۷٬۸۴۳ نفر بوده‌است.